# Max Biala
Max Biala, auch Biela und fälschlich Bialas (* 5. August 1905 in Löschen; † 11. September 1942 bei Ostrów Mazowiecka), war ein deutscher SS-Unterscharführer im Vernichtungslager Treblinka.

## Leben
Biala war im Zivilleben als Landarbeiter beschäftigt. Nachdem er in die SS eingetreten war, diente er seit 27. Januar 1940 als SS-Rottenführer im KZ Sachsenhausen. Im Rahmen der Aktion T4 war er in den NS-Tötungsanstalten Brandenburg und Bernburg eingesetzt. Seit 23. Juli 1942 wirkte Biala, der kurz zuvor zum SS-Unterscharführer befördert worden war, im Rahmen der Aktion Reinhardt im Vernichtungslager Treblinka unter Lagerleiter Irmfried Eberl als Wachmann an der Ermordung hunderttausender Juden mit. 
Bei einer Selektion am 11. September 1942 wurde Biala von dem Häftling Meir Berliner, einem aus dem Warschauer Ghetto deportierten argentinischen Staatsbürger, in einem Verzweiflungsakt angegriffen und mit mehreren Messerstichen in der Schultergegend verletzt. Biala wurde von Otto Stadie verbunden, starb aber auf dem Weg ins Militärlazarett in Ostrów Mazowiecka. Meir Berliner und zwei andere Häftlinge wurden von SS-Leuten, darunter der Unterscharführer August Miete, und ukrainischen Trawniki-Männern auf der Stelle mit Spaten und Gewehrkolben niedergeschlagen und getötet. Die Wachmannschaften begannen wahllos auf die angetretenen Juden zu schießen. In der ausbrechenden Panik gelang es einigen von ihnen, durch das Lagertor nach draußen zu gelangen. Sie wurden jedoch wieder zusammengetrieben und mussten erneut antreten. Inzwischen hatte der sich bei den Gaskammern aufhaltende SS-Obersturmführer Christian Wirth von den Vorfällen erfahren. Er wies den stellvertretenden Lagerkommandanten Kurt Franz an, jeden Zehnten der angetretenen Juden zu erschießen. Franz ließ mindestens zehn Männer heraustreten, in einer Reihe hinknien und tötete sie eigenhändig mit Genickschüssen. Als zusätzliche Vergeltungsmaßnahme ließ er am folgenden Tag 80 bis 100 „Arbeitsjuden“ in der als „Lazarett“ bezeichneten Erschießungsstelle des Vernichtungslagers auf die gleiche Weise umbringen.
Nach seinem Tod verklärte die SS-Lagermannschaft Biala zum „Märtyrer“ und benannte den Wohnbarackenkomplex der Trawniki-Männer als „Max-Biala-Kaserne“.